# Liste der Einträge im National Register of Historic Places im Grainger County
Diese Liste der Einträge im National Register of Historic Places im Grainger County enthält alle im Grainger County, Tennessee in das National Register of Historic Places eingetragenen Gebäude, Bauwerke, Objekte, Stätten oder historischen Distrikte.
Diese Liste entspricht dem Bearbeitungsstand des National Park Service/National Register of Historic Places vom 4. Oktober 2024.

## Legende
| NRHP | Historic Place |

## Aktuelle Einträge
| [ 2 ] | Name                                                     | Bild                                                     | Eintragsdatum                 | Lage                                                                                    | Ort          | Beschreibung |
| ----- | -------------------------------------------------------- | -------------------------------------------------------- | ----------------------------- | --------------------------------------------------------------------------------------- | ------------ | ------------ |
| 1     | William Cocke House                                      | William Cocke House                                      | 3. Juli 1980 ID-Nr. 80003799  | nordöstlich von Rutledge 36° 18′ 6″ N, 83° 27′ 24″ W                                    | Rutledge     |              |
| 2     | Henderson Chapel African Methodist Episcopal Zion Church | Henderson Chapel African Methodist Episcopal Zion Church | 22. Juni 2000 ID-Nr. 00000730 | Church St. 36° 16′ 53″ N, 83° 30′ 59″ W                                                 | Rutledge     |              |
| 3     | Nance Building                                           | Nance Building                                           | 1. Juli 1998 ID-Nr. 98000824  | an der Straßenkreuzung der Marshall St. und U.S. Route 11W 36° 16′ 51″ N, 83° 30′ 54″ W | Rutledge     |              |
| 4     | Old Grainger County Jail                                 | Old Grainger County Jail                                 | 21. Juli 2015 ID-Nr. 15000446 | an der Straßenecke von Water St. und TN 92 36° 16′ 47,3″ N, 83° 30′ 52,6″ W             | Rutledge     |              |
| 5     | Poplar Hill                                              | Poplar Hill                                              | 8. Juli 1980 ID-Nr. 80003798  | nordöstlich von Blaine 36° 10′ 40″ N, 83° 40′ 59,8″ W                                   | Blaine       |              |
| 6     | Richland                                                 | Richland                                                 | 19. Nov. 2014 ID-Nr. 14000941 | 1760 Rutledge Pike 36° 10′ 25,3″ N, 83° 41′ 11,4″ W                                     | Blaine       |              |
| 7     | Rutledge Presbyterian Church and Cemetery                | Rutledge Presbyterian Church and Cemetery                | 21. Juli 2015 ID-Nr. 15000447 | 123 Church St. 36° 16′ 53″ N, 83° 30′ 53,6″ W                                           | Rutledge     |              |
| 8     | Shields’ Station                                         | Shields’ Station                                         | 24. Apr. 1973 ID-Nr. 73001769 | U.S. Route 11W 36° 9′ 51,8″ N, 83° 41′ 44,7″ W                                          | Blaine       |              |
| 9     | Tate Springs Springhouse                                 | Tate Springs Springhouse                                 | 13. Apr. 1973 ID-Nr. 73001768 | östlich von Bean Station an der U.S. Route 11W 36° 20′ 18″ N, 83° 20′ 44″ W             | Bean Station |              |

## Ehemalige Einträge
| [ 2 ] | Name        | Bild        | Eintragsdatum                | Lage                                                                                 | Ort    | Beschreibung |
| ----- | ----------- | ----------- | ---------------------------- | ------------------------------------------------------------------------------------ | ------ | ------------ |
| 1     | Lea Springs | Lea Springs | 29. Mai 1975 ID-Nr. 75001754 | südöstlich von Rutledge, in der Nähe der U.S. Route 11W 36° 11′ 34″ N, 83° 41′ 37″ W | Blaine |              |